# Tomáš Král
Tomáš Král, né le 26 octobre 2004 à Mladá Boleslav en Tchéquie, est un footballeur tchèque qui évolue au poste de défenseur central au Mladá Boleslav.

## Biographie

### En club
Né à Mladá Boleslav en Tchéquie, Tomáš Král est formé par le club local du FK Mladá Boleslav. C'est avec ce club qu'il commence sa carrière professionnelle, jouant son premier match le 10 février 2024, lors d'une rencontre de championnat face au FC Viktoria Plzeň. Il est titularisé et les deux équipes se neutralisent (1-1 score final).
En août 2024, Tomáš Král prolonge son contrat avec son club formateur, sans que la durée de celui-ci ne soit révélé. Il est en même temps définitivement promu en équipe première.

### En sélection
Tomáš Král représente l'équipe de Tchéquie des moins de 20 ans, il joue un total de quatre matchs avec cette sélection.